# COSMIC EXPLORER
『COSMIC EXPLORER』（コズミック・エクスプローラー）は、2016年4月6日にPerfume Records / ユニバーサルJから発売されたPerfumeのオリジナルアルバム。
米ローリング・ストーン誌における、2016年の年間「ベスト・ポップ・アルバム TOP20」において、“16位”に選出された。

## 背景
前作『LEVEL3』より約2年半ぶりのリリース。通算6枚目のアルバム。

## チャート成績
初週122,732枚を売り上げ、2016年4月18日付オリコン週間アルバムランキングで初登場1位を獲得。チャート登場回数は46回。累計189,619枚のセールスを記録した。

## CD
| 全作詞・作曲: 中田ヤスタカ。 |                                 |              |              |      |
| #                            | タイトル                        | 作詞         | 作曲・編曲   | 時間 |
| 1.                           | 「Navigate」                    | 中田ヤスタカ | 中田ヤスタカ | 1:18 |
| 2.                           | 「Cosmic Explorer」             | 中田ヤスタカ | 中田ヤスタカ | 5:22 |
| 3.                           | 「Miracle Worker」              | 中田ヤスタカ | 中田ヤスタカ | 3:39 |
| 4.                           | 「Next Stage with YOU」         | 中田ヤスタカ | 中田ヤスタカ | 4:39 |
| 5.                           | 「STORY」                       | 中田ヤスタカ | 中田ヤスタカ | 5:44 |
| 6.                           | 「FLASH (Album-mix)」           | 中田ヤスタカ | 中田ヤスタカ | 4:35 |
| 7.                           | 「Sweet Refrain (Album-mix)」   | 中田ヤスタカ | 中田ヤスタカ | 4:41 |
| 8.                           | 「Baby Face」                   | 中田ヤスタカ | 中田ヤスタカ | 4:00 |
| 9.                           | 「TOKIMEKI LIGHTS (Album-mix)」 | 中田ヤスタカ | 中田ヤスタカ | 4:23 |
| 10.                          | 「STAR TRAIN (Album-mix)」      | 中田ヤスタカ | 中田ヤスタカ | 4:40 |
| 11.                          | 「Relax In The City」           | 中田ヤスタカ | 中田ヤスタカ | 4:12 |
| 12.                          | 「Pick Me Up」                  | 中田ヤスタカ | 中田ヤスタカ | 3:51 |
| 13.                          | 「Cling Cling (Album-mix)」     | 中田ヤスタカ | 中田ヤスタカ | 3:51 |
| 14.                          | 「Hold Your Hand」              | 中田ヤスタカ | 中田ヤスタカ | 3:35 |
| 合計時間:                    | 合計時間:                       | 58:30        |              |      |

※(Album-mix)は、シングル収録曲だが、アルバム用にアレンジされているもの。

### 初回限定盤CD（初回限定盤A・Bのみ）
| #         | タイトル                                              | 作詞  | 作曲・編曲 | 時間  |
| --------- | ----------------------------------------------------- | ----- | ---------- | ----- |
| 1.        | 「FLASH」                                             |       |            | 4:37  |
| 2.        | 「FLASH -Original Instrumental-」                     |       |            | 4:39  |
| 3.        | 「Perfumeのただただラジオが好きだからレイディオ！ 2」 |       |            | 54:55 |
| 合計時間: | 合計時間:                                             | 64:11 |            |       |

### DVD・Blu-ray（初回限定盤A・Bのみ）
| #  | タイトル                                                                           | 作詞 | 作曲・編曲 |
| -- | ---------------------------------------------------------------------------------- | ---- | ---------- |
| 1. | 「FLASH -Video Clip-」                                                             |      |            |
| 2. | 「Hold Your Hand -Lyric Video-」                                                   |      |            |
| 3. | 「2014年7月14日 Perfume “Cling Cling” World ＠原宿アストロホール 「Cling Cling」」 |      |            |
| 4. | 「2015年12月31日 第66回NHK紅白歌合戦「Pick Me Up」歌唱・舞台裏ドキュメント」       |      |            |

## タイアップ
- メルセデス・ベンツ「Aクラス」CMソング（#4）
- 映画「ちはやふる」主題歌（#6／初回限定盤特典CD #1）
- テレビ朝日系金曜ナイトドラマ「都市伝説の女」主題歌（#7）
- エーザイ「チョコラBBシリーズ」CMソング（#9）
- 映画「WE ARE Perfume -WORLD TOUR 3rd DOCUMENT」主題歌（#10）
- サッポロビール「サッポロ グリーンアロマ」CMソング（#11）
- Perfume × 伊勢丹「Pick Me Up」コラボソング（#12）
- エーザイ「チョコラBBシリーズ」CMソング（#13）
- NHKドラマ10「サイレント・プア」主題歌（#14）